# Gabriela Beňačková
Gabriela Beňačková-Čápová (Bratislava, 25 de març de 1947) és una soprano lírica eslovaca.
Posseïdora d'una veu de soprano lírica de gran flexibilitat i cabal, integra un distingit grup de cantants compatriotes entre els quals destaquen les sopranos Lucia Popp, Edita Gruberová i el tenor Peter Dvorsky.
Considerada una de les supremes intèrprets del repertori líric centre-europeu, s'ha destacat també al repertori italià i alemany.
Va debutar el 1970 en l'òpera de Prokofiev Guerra i pau. Va actuar a l'Òpera de París, el Metropolitan Opera de Nova York el 1991, a l'Òpera de San Francisco, al Covent Garden de Londres el 1979, al Teatre Colón de Buenos Aires el 1976, la Wiener Staatsoper de Viena i altres importantíssimes cases líriques així com en el Teatre Nacional de Praga on va cantar per a la seva reobertura l'òpera Libušede Bedřich Smetana.
Al Carnegie Hall de Nova York va protagonitzar una famosa versió de concert de Jenůfa al costat de Leonie Rysanek, enregistrada en CD.
Els seus personatges més famosos han estat Jenůfa i Kàtia Kabànova de Leoš Janáček, Rusalka d'Antonín Dvořák, La núvia venuda de Bedřich Smetana, Tatiana a Eugeni Oneguin de Txaikovski.

## Vida i carrera
Beňačková va néixer a Bratislava. El seu pare Antonín era advocat i la seva mare Elena era mestressa de casa. És la germana petita de la presentadora de televisió Nora Beňačková. De jove havia participat en classes de ballet, cor infantil de la Ràdio Txecoslovaca, i va aprendre cant i piano a l'escola.
Beňačková s'especialitza en la música dels seus compatriotes eslovacs, especialment Eugen Suchoň, així com de compositors txecs, en particular Bedřich Smetana, Antonín Dvořák i Leoš Janáček. Es considera una de les més grans 'Jenůfa's de l'Òpera de Janáček del mateix nom. La seva actuació al Carnegie Hall, i la posterior Metropolitan Opera amb Leonie Rysanek, es consideren llegendàries.
El 1981, la televisió Txecoslovàquian va protagonitzar la Sra Beňačková en una versió definitiva de Prodaná nevěsta (La núvia barata) de Bedřich Smetana, que des d'aleshores s'ha convertit en una gravació de DVD popular disponible en un format regions (2006). Aquest enregistrament la va fer equipar amb l'heroic tenor (company eslovac) Peter Dvorský com a Jeník, i amb el baix Richard Novák com a Kecal, i altres cantants populars. Va completar la seva gira de recitals de comiat el 2008.
Ha realitzat una sèrie d'enregistraments (incloent un bell enregistrament en el paper principal de Rusalka) de Dvořák, dirigit per Václav Neumann), i ha aparegut en diverses òperes filmades en DVD, així com en el llargmetratge The Divine Emma, on va subministrar el veu cantant de la famosa soprano txeca Emmy Destin. La seva veu també es pot escoltar a la pel·lícula Driving Miss Daisy cantant el paper principal a Rusalka d'Antonín Dvořák, i a Copycat cantant l'ària de Puccini Vissi d'arte de l'òpera Tosca de Giacomo Puccini.
Va aparèixer com a Marguerite a la producció de Faust de Charles Gounod (1985), així com Fidelio/Leonore a l'Viena State Opera la producció de la Royal Opera House de Fidelio de Ludwig van Beethoven (1991). Entre 1991 i 1999 va tenir 39 aparicions al Metropolitan Opera de Nova York, l'última com Desdèmona a Otello de Giuseppe Verdi juntament amb Placido Domingo.
Retirada del cant el 2007 fou nomenada directora de l'Òpera de Bratislava, capital d'Eslovàquia. Malgrat tot, encara el 2012, va cantar el difícil paper de la Comtesse de la Roche, a Die Soldaten, al Festival de Salzburg, una producció ara en DVD.

## Principals enregistraments en CD i DVD
- Dvořák, Rusalka, Neumann
- Dvořák, Requiem, Sawallisch
- Smetana, La núvia venuda, Kosler
- Smetana, Libuši, Neumann
- Janáček, Jenůfa, Queler
- Janáček, Katia Kabanová, Mackerras
- Beethoven, Fidelio, Covent Garden, Mackerras
- Boito, Mefistofele, Sorra
- Verdi, Missa per Rossini, Rilling

## Videografia
- James Levine's 25th Anniversary Metropolitan Opera Gala (1996), Deutsche Grammophon DVD, B0004602-09